# Corina Casanova
Pour les articles homonymes, voir Casanova (homonymie).
Corina Lydia Casanova, née le 4 janvier 1956 à Ilanz (originaire de Ruschein et de Vrin), est une personnalité politique suisse, membre du parti démocrate-chrétien. Elle est chancelière de la Confédération de 2008 à 2015.

## Biographie
Corina Casanova grandit à Tarasp et Ruschein, dans une famille qui parle toujours romanche à la maison.  Après avoir suivi ses études dans le canton des Grisons et obtenu sa maturité de type B en 1977 à Coire, elle suit des études de droit à l'Université de Fribourg, où elle obtient une licence en 1982. En 1984, elle passe son brevet d'avocat dans les Grisons. Elle exerce pendant deux ans dans son canton avant de partir en mission comme déléguée du Comité international de la Croix-Rouge en Afrique du Sud, en Angola, au Nicaragua et au Salvador entre 1986 et 1990.
De retour en Suisse en 1992, elle est engagée au Parlement fédéral en tant que responsable du service d’information. En 1996, elle quitte son poste pour devenir membre de l'état-major de Flavio Cotti au Département fédéral des affaires étrangères (DFAE), puis comme collaboratrice personnelle de Joseph Deiss en 1999.
En avril 2002, le Conseil fédéral la nomme secrétaire générale adjointe du DFAE, puis vice-chancelière le 27 avril 2005. Elle adhère alors au Parti démocrate-chrétien, dont elle avait selon ses propres dires toujours été proche. Son élection à un des deux postes de vice-chancelier est entachée d'une controverse sur la représentation des minorités latines au sein de la Chancellerie fédérale, Corina Casanova étant « identifiée, malgré ses origines romanches et la pratique du dialecte, comme Alémanique ». Le conseiller fédéral Pascal Couchepin dénonce la situation dans la presse,. Corina Casanova déclarera plus tard que le déni de sa latinité l'a « beaucoup touchée ». 
Le 12 décembre 2007, elle est la seconde femme élue chancelière de la Confédération, en remplacement d'Annemarie Huber-Hotz, face à Nathalie Falcone-Goumaz et Markus Seiler. Elle entre en fonction le 1er janvier 2008 et reste à ce poste jusqu'à la fin 2015. 
En 2019, elle est nommée présidente de la Fondation des médias romanches. 

### Chancelière de la Confédération
En décembre 2013, elle fait l'objet d'une polémique et d'une enquête de la Commission de gestion en raison du prix élevé d'un voyage de cinq jours en première classe avec son collaborateur personnel à San Francisco trois ans plus tôt,,. En juin 2014, elle est à nouveau critiquée lorsque la Sonntagszeitung révèle la mise en place du groupe de réflexion, Democrazia Vivainta, qualifié de secret par l'hebdomadaire dominical et chargé de réfléchir à l'évolution des droits populaires. Selon la prise de position publiée deux jours plus tard par la Chancellerie fédérale, ce groupe de réflexion visait uniquement à « cerner les opportunités et les défis que l’avenir des droits politiques nous réserve » et l'institution d'un tel groupe de réflexion « est une pratique normale, qui n’a rien de secret ». 
En juin 2015, elle annonce qu'elle ne sera pas candidate à sa réélection par l'Assemblée fédérale le 9 décembre 2015. Le jour de l'élection du nouveau chancelier de la Confédération, la présidente du Conseil national Christa Markwalder rend hommage à Corina Casanova en relevant sa compétence, sa discrétion et son intégrité. Sous sa responsabilité, la Chancellerie fédérale a mis en place un service présidentiel, a introduit la primauté de la version électronique des publications officielles du droit fédéral et a professionnalisé la communication du Conseil fédéral, désormais présent sur les réseaux sociaux,. Le quotidien Le Temps relève pour sa part que sa réserve politique et son effacement « auraient pu l’honorer si [...] lors des deux graves crises que la Suisse a traversées en 2008-2009 - l’affaire de l'UBS, prise au piège des subprimes, et les otages suisses en Libye - cela n’avait pas conduit à sous-estimer le besoin d’un instrument de direction stratégique », allant jusqu'à s'interroger sur un « manque d’autorité et d’intérêt de la chancelière » en la matière. 